# Eremocosta titania
Eremocosta titania är en spindeldjursart som beskrevs av Roewer 1934. Eremocosta titania ingår i släktet Eremocosta och familjen Eremobatidae. Inga underarter finns listade i Catalogue of Life.